# Neoklis Silikiotis
Neoklis Silikiotis, gr. Νεοκλής Συλικιώτης (ur. 24 stycznia 1959 w Limassolu) – cypryjski polityk, działacz partyjny, były minister, poseł do Parlamentu Europejskiego VIII kadencji.

## Życiorys
Studiował mechanikę na politechnice RWTH Aachen w Niemczech, był współzałożycielem i przewodniczącym federacji stowarzyszeń cypryjskich studentów w tym kraju. Po powrocie na Cypr pracował w organizacji EDON, młodzieżówce komunistycznej Postępowej Partii Ludzi Pracy (AKEL). W latach 1988–1991 był sekretarzem generalnym cypryjskiej federacji związków studenckich (POFEN). W 1995 został etatowym pracownikiem komitetu centralnego partii AKEL, w 2010 dołączył do biura politycznego komunistów.
W latach 2006–2007 był ministrem spraw wewnętrznych w rządzie Tasosa Papadopulosa. Powrócił na ten urząd w 2008 w gabinecie Dimitrisa Christofiasa. W 2012 prezydent powierzył mu funkcję ministra handlu, przemysłu i turystyki, którą pełnił do 2013.
W wyborach w 2014 Neoklis Silikiotis z ramienia swojego ugrupowania uzyskał mandat eurodeputowanego VIII kadencji.